# フォークロア (テイラー・スウィフトのアルバム)
『フォークロア』（英: folklore）は、アメリカ合衆国のシンガー・ソングライター、テイラー・スウィフトの8枚目のスタジオ・アルバム。 
前作の発売から11か月後の2020年7月24日、リパブリック・レコードからリリースされた。本作は発売のわずか数時間前にソーシャルメディアで発表されたサプライズアルバムとなった。テイラー史上最もディープでパーソナルな内容となった。
日本では、通常盤とスペシャル・エディション(DVD付)を2020年8月7日にユニバーサルミュージックから発売された。

## 概要

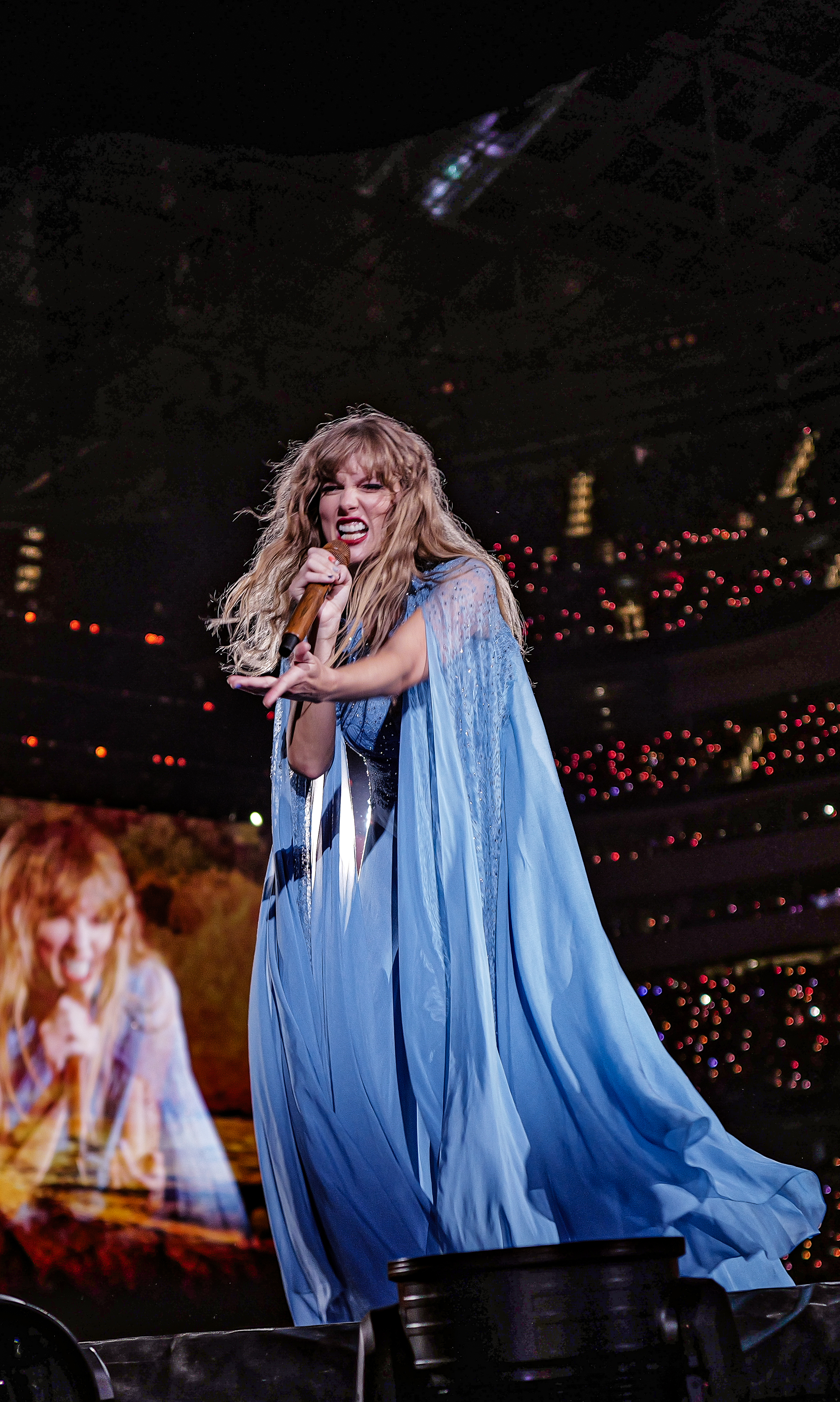
The Eras Tourのフォークロア・セグメントでのテイラー

本作は、COVID-19のパンデミック禍の中で作成された。プロデューサーはテイラーの盟友であるジャック・アントノフの他、アーロン・デスナー（ザ・ナショナル）が参加した。アーロンはアルバムの16曲中11曲を共作・共同プロデュースしており、2020年の4月下旬からリモートワークによる楽曲制作が行われていたこと等が、彼のInstagramで語られている。
タイトルである「フォークロア」とは、風習・伝承、民俗学、ラテンアメリカ諸国において伝承される民族音楽の意味である。その名の通り過去作品のポップサウンドから離れた本作は、インディーフォーク、オルタナティブロック、フォークトロニカといった音楽性を取り入れ、歌詞についても叙情的に、第三者の視点でまるで物語を読み聞かせてくれているようなものになっている。また、デスナーの紹介により、グラミー賞受賞経験のあるボン・イヴェールが「exile」に参加している。
発売24時間以内に全世界で130万枚相当以上の売上を記録し、Spotifyでは8,000万回以上再生、女性アーティストによる初日のアルバムストリーミング記録を更新した。また、発売日の1日だけで9,787万再生を記録したことによって、テイラー・スウィフトは2020年中一日で最も再生されたアーティストともなった。さらには、Apple Musicでも3,547万回再生され、発売初日に最も再生されたポップ・アルバムとなり、アメリカや日本など全世界80か国のiTunes上のランキングで1位となった。
アルバムは初週84.6万枚を売上げ、首位を獲得（7作連続）。同時リリースとなったシングル「cardigan」も初登場1位を獲得し、シングルとアルバムが同じ週に初登場1位を獲得するというビルボード史上初の記録を達成した。発売3週目でミリオンセラーになった。また収録曲全16曲がチャートインし、ニッキー・ミナージュの持つBillboard Hot 100のチャートイン記録数を更新した。
プロデューサーのデスナーはリモート体制での制作に期待をしていなかったものの、デスナーが送った楽曲に、スウィフトが数時間後に完璧なボイスメモを吹き込んで送り返してきたことが、アルバム制作の光明になったと語っている。スウィフトについて「彼女は私が今まで出会った中で最も才能があり、勤勉で深く思いやりのあるアーティストの一人」と評している。
スウィフトはInstagram上で、本作について「サプライズ！私の衝動、夢、恐怖、想いを注いだ楽曲が収録された、全く新しいアルバムを今夜0時にリリースします。隔離生活の中でこの曲たちを作ってレコーディングしたけど、同時に音楽界における私のヒーロー達とコラボすることができました」「もし今年が訪れていなかったら、私は多分この音楽をリリースする“完璧”なタイミングについて考え過ぎていたと思います。だけど、今この時代を生きていると、本当に保証されたものなんてないなと痛感します。もし自分の好きなものが作り出せたら、それをすぐに世界に出すべきだと今は思います。こんな感じの不確実さだったら私は乗るよ。皆、心から愛してる♥」とコメントした。
本作の全曲分のリリックビデオがYouTubeで公開されており、シングル「cardigan」はリリックビデオの他、スウィフト自身が監督を務めたミュージックビデオも公開されている。
今作が8作目のアルバムであることにちなんで、ジャケット、バックカバー、ディスク面、ブックレットが異なる各8種類のCDとアナログレコードが発売されることとなった。
2021年3月、第63回グラミー賞で2010年『フィアレス』、2016年『1989』に続いて自身3度目の最優秀アルバム賞の受賞となった。女性アーティストとしては初で、フランク・シナトラ、スティービー・ワンダー、ポール・サイモンに並ぶ史上4人目の快挙である。

## シングル
1st「cardigan」2020年7月24日 / Billboard Hot 100 最高1位 
2nd「exile」2020年8月6日 / Billboard Hot 100 最高6位 
3rd「betty」2020年7月24日 / US Hot Country Songs 最高6位 

## 収録曲
トラックのオリジナルタイトルは全て小文字表記となっている。
| #              | タイトル                                                        | 原題                            | 時間 |
| -------------- | --------------------------------------------------------------- | ------------------------------- | ---- |
| 1.             | ザ・ワン                                                        | the 1                           | 3:30 |
| 2.             | カーディガン                                                    | cardigan                        | 3:59 |
| 3.             | ザ・ラスト・グレイト・アメリカン・ダイナスティ                  | the last great american dynasty | 3:51 |
| 4.             | エグザイル (feat. ボン・イヴェール)                             | exile (feat. Bon Iver)          | 4:45 |
| 5.             | マイ・ティアーズ・リコシェ                                      | my tears ricochet               | 4:15 |
| 6.             | ミラーボール                                                    | mirrorball                      | 3:29 |
| 7.             | セブン                                                          | seven                           | 3:28 |
| 8.             | オーガスト                                                      | august                          | 4:21 |
| 9.             | ディス・イズ・ミー・トライング                                  | this is me trying               | 3:15 |
| 10.            | イリシット・アフェアーズ                                        | illicit affairs                 | 3:10 |
| 11.            | インビジブル・ストリング                                        | invisible string                | 4:12 |
| 12.            | マッド・ウーマン                                                | mad woman                       | 3:57 |
| 13.            | エピファニー                                                    | epiphany                        | 4:49 |
| 14.            | ベティ                                                          | betty                           | 4:54 |
| 15.            | ピース                                                          | peace                           | 3:54 |
| 16.            | ホークス                                                        | hoax                            | 3:40 |
| 合計時間 63:29 |                                                                 |                                 |      |
| 17.            | ザ・レークス （CD盤、アナログ盤、デラックス盤ボーナストラック） | the lakes                       | 3:31 |
| 合計時間 67:00 |                                                                 |                                 |      |